# 미크로딕티온
미크로딕티온(학명: Microdictyon)은 그물 모양 경판으로 덮여 딱딱한 껍질을 두른 지렁이를 닮은 멸종한 범절지동물로 중국 윈난성의 캄브리아기 초 마오텐산 혈암과 세계의 기타 다른 곳에서 발견되었다. 미크로딕티온은 할루키게니아, 오니코딕티온, 카르디오딕티온, 루오리사니아, 파우키포니아 등의 다리 달린 지렁이를 닮은 이상한 지렁이 형태의 동물들이 속해있는 엽족동물(정의가 잘 되어있지 않은 분류군)의 일부이다.  미크로딕티온의 분리된 경판은 캄브리아기 초기 퇴적층에서 발견되었다. 이 경판들은 탈피한 흔적이 보존된 것으로 보인다.

## 특징
미크로딕티온 시니쿰(Microdictyon sinicum. Chen, Hou and Lu, 1989)의 몸을 대표적 예로 들면, 몸 양 옆으로 경판이 10개씩 있으며(이것이 눈 또는 눈과 유사한 구조일 수 있다는 설에는 무게가 없다.) 그에 맞추어 경판 아래로 촉수 형태의 발 한 쌍이 달려있다.  머리와 그 뒷부분은 관 모양이며 특징이 뚜렷하지 않다.

## 구성종
- Microdictyon effusum Bengtson, Matthews et Missarzhevsky, 1981(모식종) - 카자흐스탄의 캄브리아기 초 제3절;  러시아 (시베리아 대륙), 잉글랜드 제3절 및 제4절 ; 스웨덴 캄브리아기 초기 지층

이외에 13종이 더 있다:
- M. anus Tong, 1989 - 중국 (산시성)의 캄브리아기 초 제3절 지층
- M. chinense (Hao et Shu, 1987) - 중국(산시성) 캄브리아기 초 치옹주시절(제3절 후기~제4절 극초기) 지층; 시베리아 대륙의 제3~4절 지층
- M. cuneum Wotte et Sundberg, 2017 - 미국 캄브리아기 초 몬테주마절 지층[4]
- M. depressum Bengtson, 1990 남호주의 캄브리아기 초 제3~4절 지층
- M. fuchengense Li et Zhu, 2001 - 중국 (산시성)의 캄브리아기 초 메이슈쿤절 후기(제3절) 지층
- M. jinshaense Zhang et Aldridge, 2007 - 중국(산시성) 캄브리아기 초 치옹주시절(제3절 후기~제4절 극초기)[2]
- M. montezumaensis Wotte et Sundberg, 2017 미국의 캄브리아기 초 몬테주마절 지층[4]
- M. rhomboidale Bengtson, Matthews et Missarzhevsky, 1986 (M. cf. rhomboidale) - 카자흐스탄 캄브리아기 초 제3절 후기 일부, 캐나다 및 미국 제3절 지층
- M. robisoni Bengtson, Matthews et Missarzhevsky, 1986 - 미국 캄브리아기 중기 암간절 지층
- M. rozanovi Demidenko, 2006 - 시베리아 대륙의 캄브리아기 초 토욘절 지층[3]
- M. sinicum Chen, Hou et Lu, 1989 - 중국 (윈난성) 캄브리아기 초 메이슈쿤절 후기(제3절) 지층
- M. sphaeroides Hinz, 1987 - 영국 캄브리아기 초 제3절 지층
- M. tenuiporatum Bengtson, Matthews et Missarzhevsky, 1986 - 시베리아 대륙 캄브리아기 제3절 지층

사진은 여기에서 찾을 수 있다: https://web.archive.org/web/20030730043530/http://paws.wcu.edu/dperlmutr/earlyfauna.html.
미크로딕티온이라는 명칭은 녹조류의 속명으로 쓰이기도 한다.